# أندرياس راسموسن
أندرياس راسموسن (بالدنماركية: Andreas Rasmussen) هو لاعب هوكي الحقل دنماركي، ولد في 15 مارس 1893 في آلبورغ في الدنمارك، وتوفي بنفس المكان في 23 فبراير 1967.

## وصلات خارجية
- أندرياس راسموسن على موقع أوليمبيديا (الإنجليزية)